# Rabda
Rabda (tiếng Ả Rập: ربدة) là một ngôi làng Syria nằm ở Al-Hamraa Nahiyah ở huyện Hama, Hama. Theo Cục Thống kê Trung ương Syria (CBS), Rabda có dân số 642 trong cuộc điều tra dân số năm 2004.